# Odontopodisma montana
Odontopodisma montana là một loài côn trùng thuộc họ Acrididae. Loài này có ở Hungary và România.